# 小熊維尼
小熊维尼（英語：Winnie-the-Pooh）是由英国作家艾倫·亞歷山大·米恩和插画家欧内斯特·霍华德·谢培德创作的的擬人化泰迪熊。这一卡通形象在1925年12月24日首次面世，以聖誕故事形式在倫敦《新聞晚報》刊出；第一本《小熊維尼》故事書於1926年10月出版。
小熊维尼的故事被翻译成多种语言。其中，由Alexandar Lenard翻译并于1958年出版的拉丁文版本， Winnie ille Pu，在1960年，成为在纽约时报畅销书榜上唯一蝉联20余周的拉丁文书籍。小熊维尼的英文原版手稿现存于英国剑桥三一学院的莱恩图书馆中。
1961年，華特·迪士尼公司从米恩的遗产及其授权代理斯蒂芬·斯莱辛格公司那里获得了小熊维尼故事的某些版权，并使用未加连字符的名字“Winnie the Pooh”将这些故事改编成一系列的专题片。推出後因其可愛的外型與憨厚的個性，迅速成為世界知名的卡通角色之一，这一系列也成为了迪士尼最成功的特许经营项目之一。
人们為了區別兩種不同風格的維尼，稱呼米爾恩時期由謝培德繪製的維尼為「经典維尼」（Classic Pooh）；而後全球粉絲便把米爾恩的生日（1月18日）推為國際小熊維尼日。

## 命名由來

### Winnie
“小熊維尼”是一名雄性的小熊。名称Winnie是取自一名同名的雌性小熊。而最初真實的小熊Winnie是以牠家鄉加拿大緬尼托巴省首府溫尼伯（Winnipeg）的簡稱來命名。

### Pooh
在小熊系列故事的第一本《Winnie-the-Pooh》的序中提到，“Pooh”曾是维尼的主人罗宾为一只天鵝取的名字；另一說是小熊維尼在吹走停在他鼻子上的蜜蜂時，嘴里会发出Pooh、Pooh的声音。

## 歷史

### 起源（经典維尼時期）

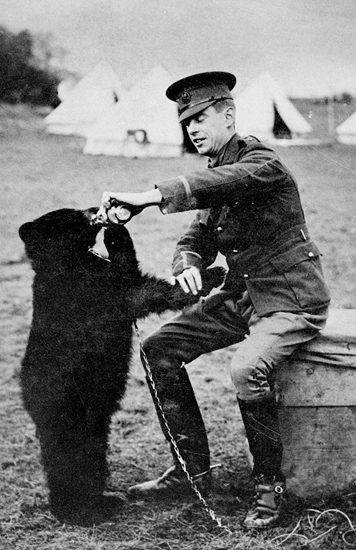
哈利·科爾布恩與維尼，1914年

維尼的命名是由米爾恩的兒子克里斯多福·羅賓·米爾恩的生日禮物絨毛玩具熊而來，還有其他角色大部分也是根據克里斯多福的玩具而命名，但是其中瑞比跟貓頭鷹則是根據真實世界中的動物來命名的。而克里斯多福首先命名他的玩具熊为Edward，后則是根據他跟父親在倫敦動物園裡看到的那隻從加拿大緬尼托巴省首府溫尼伯來的黑熊来命名他的那隻生日禮物絨毛玩具熊。這隻黑熊由加拿大中尉哈利·科爾布恩在加拿大安大略省的白河以20加拿大元向一名獵人購買的，他用他的家鄉溫尼伯（Winniepeg）的名字來命名這隻熊為「維尼」。

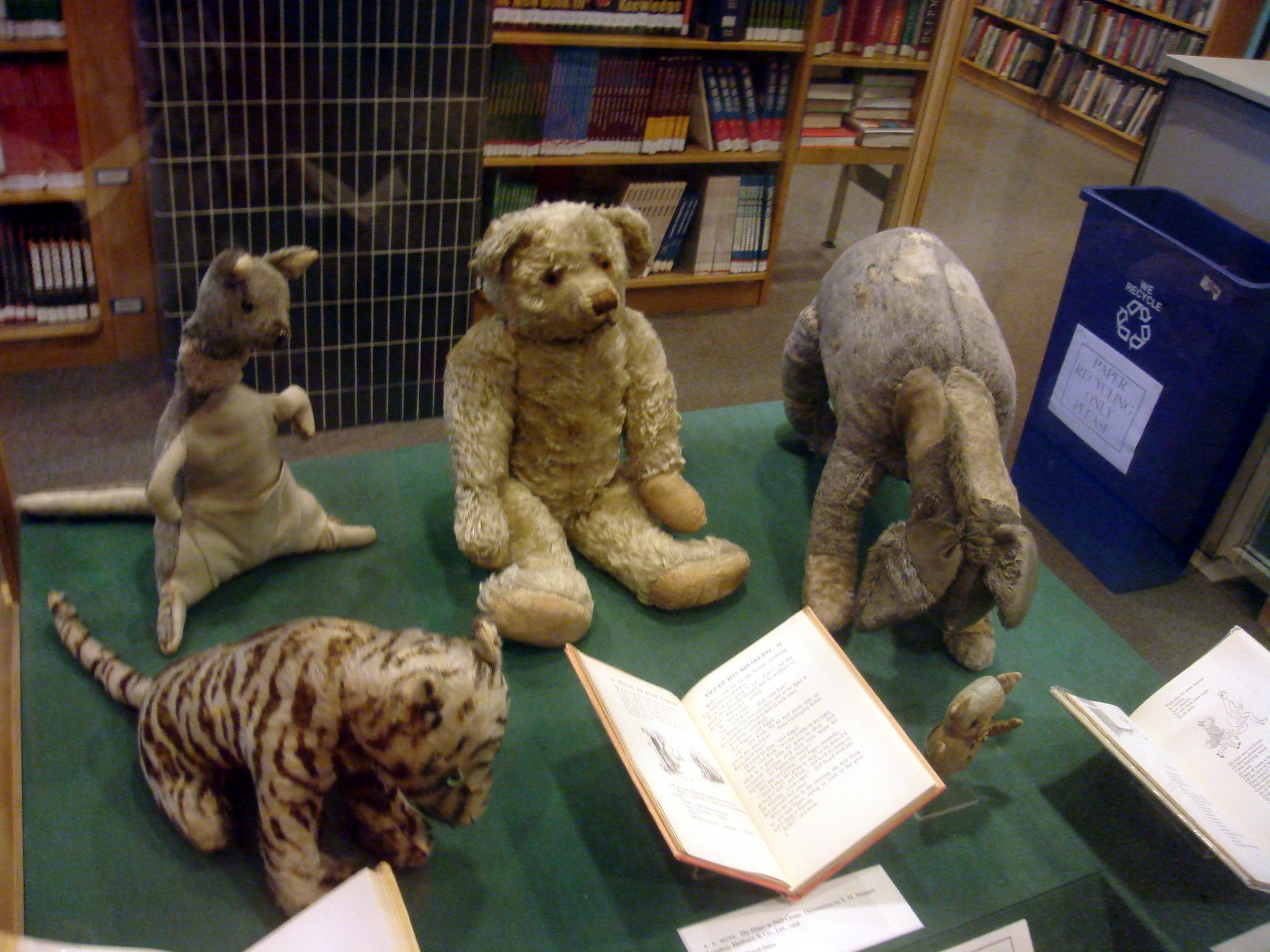
艾倫·亞歷山大·米恩的原版小熊維尼絨毛玩具。左下起順時針方向：跳跳虎、袋鼠、愛德華熊（後改名小熊維尼）、屹耳和小豬。 小荳已遺失。

此版本版權於2022年正式進入公有領域，英國編導瑞斯·弗雷克-沃特菲爾德隨即於同年開始製作恐怖版本的《小熊維尼：血與蜜》電影。

### 迪士尼時期
迪士尼公司在1961年獲得了授權，於是經過重新繪製後，於1966年起推出迪士尼版畫風的維尼系列。虽然小熊维尼版权已于2022年1月1日进入公有领域的范围，目前迪士尼公司依然享有《小熊维尼》系列作品角色（如穿着红色衣服的维尼的形象）的商标权。

### 苏联版本

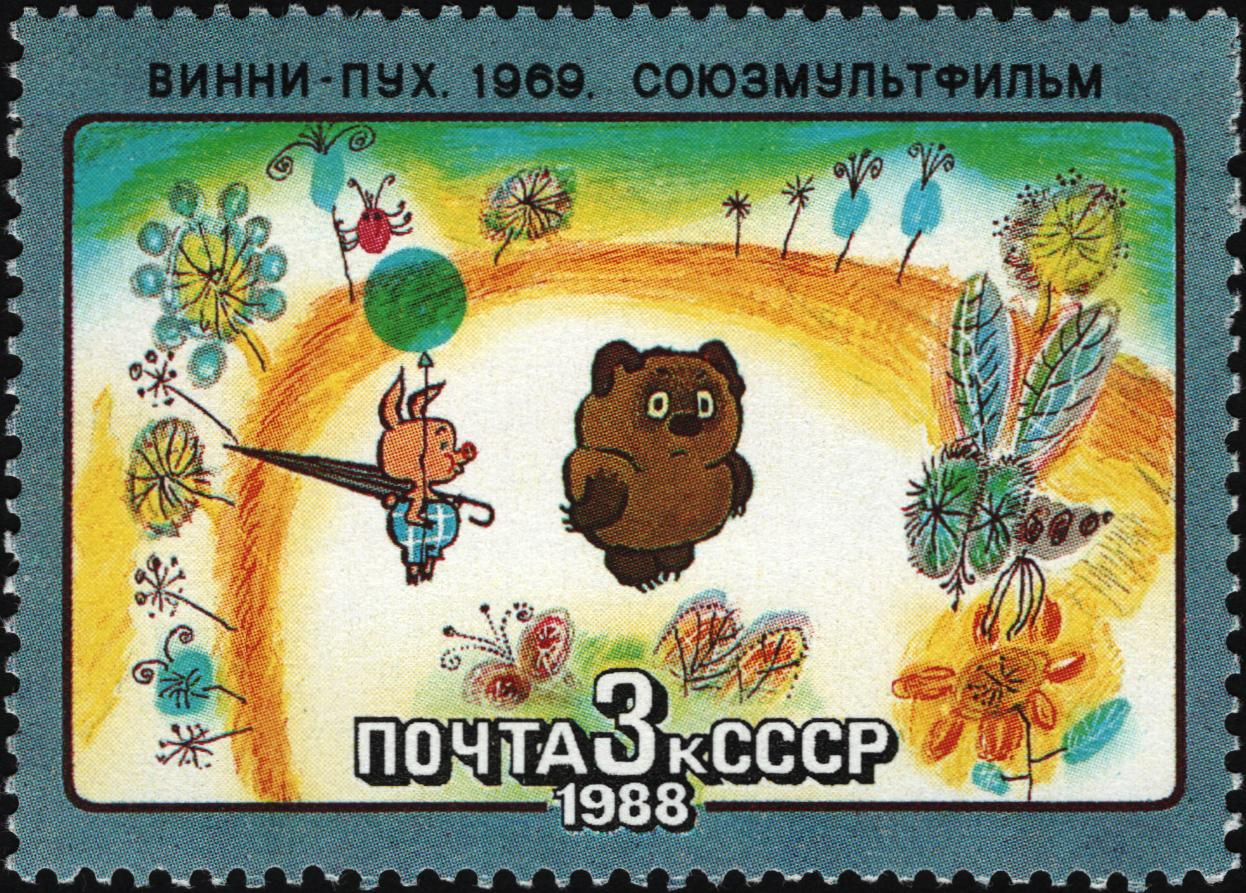
1988年的苏联小熊维尼邮票

苏联联盟动画电影制片厂根据原著在1969－1972年拍摄了三部动画电影，导演为费奥多·希德罗克。
- 《维尼·普》（俄語：Винни-Пух，1969年）：第一章
- 《维尼·普拜访朋友》（俄語：Винни-Пух идёт в гости，1971年）：第二章
- 《维尼·普和大风天》（俄語：Винни-Пух и день забот，1972年）：第四和第六章

## 小熊维尼角色
- 小熊維尼（Winnie the Pooh）

主角，雄性，只穿著紅色的上衣，不穿褲子，主要食糧是蜂蜜，而當蜂蜜吃完以後常常立刻跑去瑞比家要蜂蜜；雖然常常因為腦袋小而提供錯誤解決辦法，不過對朋友很講義氣。
另外維尼家的門上寫著「MR. SANDERZ」。
- 跳跳虎（Tigger）

雄性，一隻喜歡彈跳的老虎，常常會用彈簧尾巴到處跳來跳去，因此時常會有小破壞。
- 小豬（Piglet）

雄性，是一隻粉紅色的小豬，因為體型小（身高25cm），所以特別膽小。他对待朋友真诚，在朋友遇到危险的时候会努力地保持勇敢。他是维尼除了克里斯托弗外最好的朋友。
- 屹耳（Eeyore）

雄性，一隻時常很憂鬱的驢子，住在山頂上只用幾根木頭所搭建的「屋子」裡。常常愁眉苦臉，自怨自艾，又因頸部不能挺直，令他看來沒精打采。他也有着独特的幽默和自嘲。幸有維尼和其他好朋友為他帶來歡樂，因此他會默默守護在朋友的身邊。在他开心的时候经常會甩尾。他的尾巴上有一个粉色的蝴蝶结，虽然用钉子固定的尾巴经常会掉下来。
- 瑞比（Rabbit）

雄性，一隻喜歡園藝的兔子，在家門前面有一大片的菜園。喜欢胡萝卜。
- 袋鼠媽媽（Kanga）

雌性，小荳的媽媽。
- 小荳（Roo）

雄性，袋鼠媽媽的兒子，是一隻六歲的小袋鼠，性格活潑開朗，跟跳跳虎最要好，也喜歡和大伙一起玩拋樹枝大賽。喜欢喝牛奶。
- 貓頭鷹（Owl）

雄性，常常會扮演解決問題的智者，不過也是跟維尼一樣常常提供錯誤解答。
- 嘟嘟（Lumpy）

雄性，原名为Heffridge Trumpler Brompet "Lumpy" Heffalump IV，但是他自己也经常忘记自己的全名，因此自称为Lumpy。他有着粉紫色的皮肤，原本屬於維尼與他朋友們所害怕的長鼻怪（Heffalump）之一，不過在《小熊维尼之长鼻怪大冒险》中最後變成他們的好朋友。
- 谷弗（Gopher）

地鼠，爆破專家，這個角色是迪士尼原創。
- 克里斯多福．羅賓（Christopher Robin）

男孩子，根據米爾恩的兒子克里斯多福·羅賓·米爾恩所創造出來的小男孩角色，是維尼的主要人類朋友，常常會親暱的對維尼說「小笨熊（Silly old bear）」。
- 黛比．羅賓（Darby Robin）

女孩子，克里斯多福的妹妹，在《My Friends Tigger & Pooh》系列初登場，以成為偵探為目標並在百畝林裏與維尼和跳跳虎成立超級拯救隊。
- 捕快（Buster）

雄性，羅賓家的愛犬。

## 相關影音作品

### 迪士尼经典动画长片
- 第22部：小熊维尼历险记（The Many Adventures of Winnie the Pooh，1977年3月11日美國首映）
- 第51部：小熊維尼大電影（Winnie the Pooh，2011年7月15日美國首映）

### 迪士尼電影版卡通
- 跳跳虎：小熊維尼友情歷險記（The Tigger Movie，2000年2月11日美國首映）
- 小豬大行動（Piglet's Big Movie，2003年美國首映）
- 小熊維尼：長鼻怪大冒險（Pooh's Heffalump Movie，2005年美國首映）

### 迪士尼錄影帶首映
- 小熊維尼歷險記之追蹤羅賓老友記（Pooh's Grand Adventure:The Search for Christopher Robin，1997年8月4日美國首映）
- 小熊維尼：長鼻怪萬聖節（Pooh's Heffalump Halloween Movie，2005年美國首映）

### 迪士尼真人紀念電影
- 摯友維尼（Christopher Robin，2018年8月3日全球首映。）

### 非迪士尼相關真人紀念電影
- 永遠的小熊維尼（Goodbye Christopher Robin，福斯探照燈影業製作，2017年9月29日全球首映。）

### 非迪士尼官方授權的電影
- 小熊維尼：血與蜜，2023年英國上映的独立恐怖电影
- 小熊维尼：血与蜜2，2024年3月18日于英国上映的独立恐怖电影[14]
- 小熊维尼：血与蜜3，已开拍，预计于2026年上映[15]

## 中國大陸的審查制度

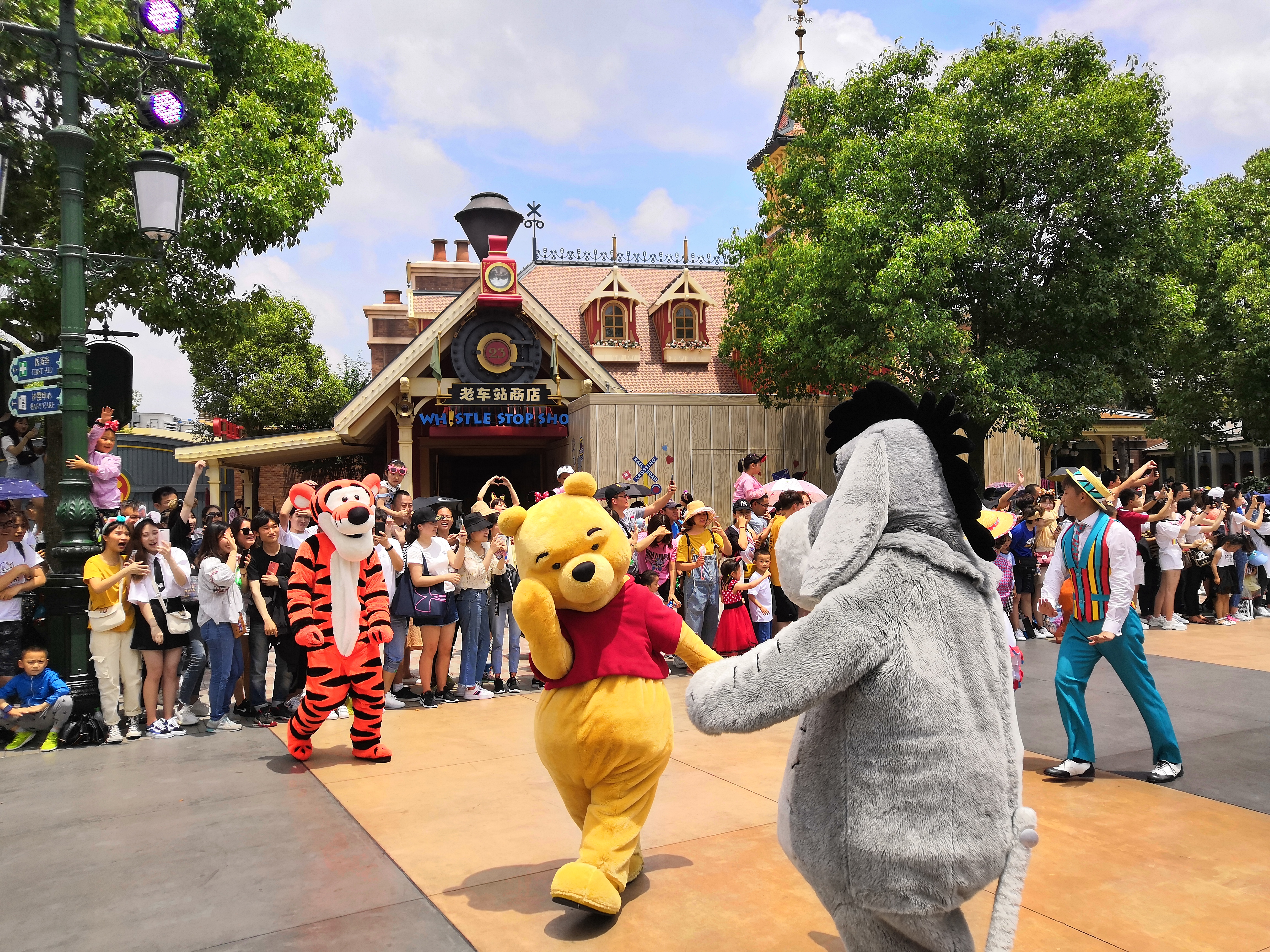
上海迪士尼乐园内的小熊维尼人偶。尽管“小熊维尼”在中国大陆被列为敏感词，但与其有关的游乐设施依旧在上海迪士尼存在。

中国共产党现任中央委员会总书记习近平的外表和体态被認為與小熊维尼相似，該形象源于2013年習近平與歐巴馬散步合成圖片，比喻小熊維尼與跳跳虎憨厚可掬，當時被視為是訪美友善與歡樂的互動，尚未被視為敏感內容，隨著網上相关迷因普及，出現有些作品被封殺的情況，至於近幾年社群對維尼的使用意涵，也日趨與諷刺結合，並自2017年7月诺贝尔和平奖得主刘晓波逝世后，相关部门开始加大对此方面的审查力度，小熊维尼被新浪微博短暂列为违禁词。此事引起關注，因此在同年7月，“小熊维尼”从违禁词列表移除。在2018年2月，中国共产党中央委员会宣布建议修改宪法废除领导人任期限制后，小熊维尼拥抱蜜罐的图片又重新被禁，小熊维尼也再度被纳入违禁词。
2018年8月，迪士尼真人电影《摯友維尼》（Christopher Robin）未在中国大陸公開上映，被指是為了維護習的形象而遭禁。新推出的電子遊戲《王國之心III》的宣傳片中，其他角色形象还可看见，唯獨小熊維尼的形象遭遮盖。
2019年2月，赤烛游戏开发的恐怖游戏《还愿》含有篆書“习近平小熊维尼”的符咒的彩蛋，此時維尼短語，已成為了負面的禁語，引起中國大陸玩家抵制，并在退款后退出該地市场。同月，有网民发现，在游戏《鬥陣特攻》（Overwatch）的聊天模块发出「小熊维尼」字样会导致账号被「秒封」。部分海外玩家知道中國人可能不知道此敏感話題，甚至以引诱对战网民发出此类文本，導致該區玩家被封号为乐。
2019年，《南方公园》第二十三季第2集〈中国乐队〉由于触及小熊维尼形象及批评劳动改造、第十四世达赖喇嘛、中华人民共和国器官移植、中华人民共和国LGBT权益等敏感内容，影片连同整部剧集在中国大陆网络遭到全面封杀。同年，台灣歌手吳克群的歌曲《為你寫詩》因一名部落客將歌曲改編成《維尼寫史》，以嘲諷中共中央總書記習近平愛權、實施帝制、不喜歡六四、趕走各種低端人士等行為，遭到中國多方禁止搜索和評論。不過也有網民表示，改編歌詞其實早在2018年就出現在PTT，《為你寫詩》被禁應該與此無關。
2020年4月中泰網路罵戰中，中國大陸網民攻擊泰國「Your country is poor」，泰國網民則回應「Your country is Pooh」以諷刺被指與小熊維尼相似的習近平在中國大陸實施獨裁。
中华人民共和国教育部颁布的《2019年全國中小學圖書館（室）推薦書目》中，《小熊维尼》同《共产党宣言》、《毛泽东诗词》、《汤姆叔叔的小屋》等图书入选，标志着《小熊维尼》“终于能见光”。
尽管“小熊维尼”在中国大陆被列为敏感词，但在一般場合下小熊維尼亦被允許，上海迪士尼乐园中就依旧出現了小熊维尼主题的游乐设施。2021年5月，上海迪士尼乐园内的小熊维尼人偶遭到一名儿童游客的殴打，但由于“小熊维尼”在中国大陆被列为敏感词，因此中国大陆媒体以“噗噗熊”（Pooh）替代“小熊维尼”、“维尼熊”来称呼此事件。但在事件曝光不久之后轉發熱度提高，「上海迪士尼噗噗熊被打」的熱搜關鍵字就突然被消失，有关内容也被禁止评论以及转发。
2023年3月21日，原定於2023年3月23日在香港及澳門地區上映的恐怖片《小熊維尼：血與蜜》，突然宣佈停止上映，原因不明，疑似受2021年修改的香港电影检查条例影响，若电影被评为“可能不利国家安全”便会被禁止公映，但影片发行商没有解释原因。該片事實上並無政治內容，被譏諷為港府刻意對號入座。同时，在大陆影评网站豆瓣上，该片仅有条目展示，没有电影简介与评分，不能发表短评、影评及正常讨论。

## 外部連結
- 小熊維尼的Facebook專頁
- 小熊維尼官方網站 （页面存档备份，存于）
- （繁體中文）小熊維尼台灣迪士尼官方網站
- （简体中文）小熊維尼中国迪士尼官方網站
- （简体中文）小熊維尼. - 土豆网
- 歷史課本沒告訴你的第一次世界大戰 ●最溫馨：小熊維尼的前身 小黑熊溫尼伯（Winnipeg the bear） （页面存档备份，存于）（中央社）